# Bernardyna Maria Jabłońska
Bernardyna Maria Jabłońska (ur. 5 sierpnia 1878 w Pizunach k. Narola (województwo podkarpackie), zm. 23 września 1940 w Krakowie) – polska zakonnica, dziewica, mistyczka, współzałożycielka i pierwsza przełożona generalna Zgromadzenia Sióstr Albertynek Posługujących Ubogim (albertynek), duchowa córka, współpracownica i kontynuatorka dzieła miłosierdzia św. Adama Chmielowskiego oraz błogosławiona Kościoła katolickiego.

## Życiorys

### Lata dzieciństwa i młodości
Urodziła się w Pizunach koło Narola na Roztoczu, w obecnej diecezji zamojsko-lubaczowskiej 5 sierpnia 1878 w małorolnej, wielodzietnej rodzinie chłopskiej Grzegorza i Marii z domu Roman. Ponadto z ksiąg metrykalnych parafii św. Andrzeja Apostoła w Lipsku wiadomo, że 20 sierpnia 1815 w Chlewiskach urodził się jej ojciec Grzegorz, jako syn Marcina i Marii z domu Kozłowskiej, który ożenił się później z Marią córką młynarza Jakuba Romana. Miała trójkę rodzeństwa (braci): Tomasza (ur. 1874), Ignacego (ur. 1880) i Józefa (ur. 1891). Następnego dnia (6 sierpnia) została ochrzczona w parafialnym kościele św. Andrzeja Apostoła w Lipsku przez proboszcza ks. Karola Nowoświęckiego. Na miarę swoich możliwości starała się pomagać rodzicom w prowadzeniu gospodarstwa domowego. Pierwsze nauki czytania i pisania pobierała od wędrownego nauczyciela Tomasza Tomczyka, a następnie dokszałcała się u proboszcza parafii lipskiej ks. Andrzeja Pączka.
Dom rodzinny był miejscem ukształtowania się u niej podstawowej formacji religijnej. Szczególnie matka, która systematycznie pielgrzymowała z dziećmi do kościoła franciszkanów konwentualnych do pobliskiego Horyńca-Zdroju. Ponadto nauczyła ją m.in. modlitwy różańcowej, była dla niej pierwszą nauczycielką prawd wiary. Będąc piętnastoletnią dziewczyną, przeżyła 4 maja 1893 śmierć swojej matki, która zmarła na chorobę płuc. Być może był to kluczowy moment w jej życiu, bowiem od tej chwili bardzo się zmieniła. Pod wpływem przeżyć wewnętrznych zaczęła stronić od rówieśników i zabaw, tracąc pogodę ducha oraz radość życia. Dodatkowym powodem być może był również fakt, że miesiąc po pogrzebie matki (13 czerwca), ojciec jej Grzegorz zawarł powtórne małżeństwo z Cecylią Marynicz, która była starsza od niej o zaledwie 8 lat. Coraz więcej czasu poświęcała w ciszy i samotności na modlitwie i kontemplacji, szczególnie adorując Najświętszy Sakrament, oraz na łonie natury przed leśną kapliczką z wizerunkiem Matki Bożej.

### W Zgromadzeniu albertynek

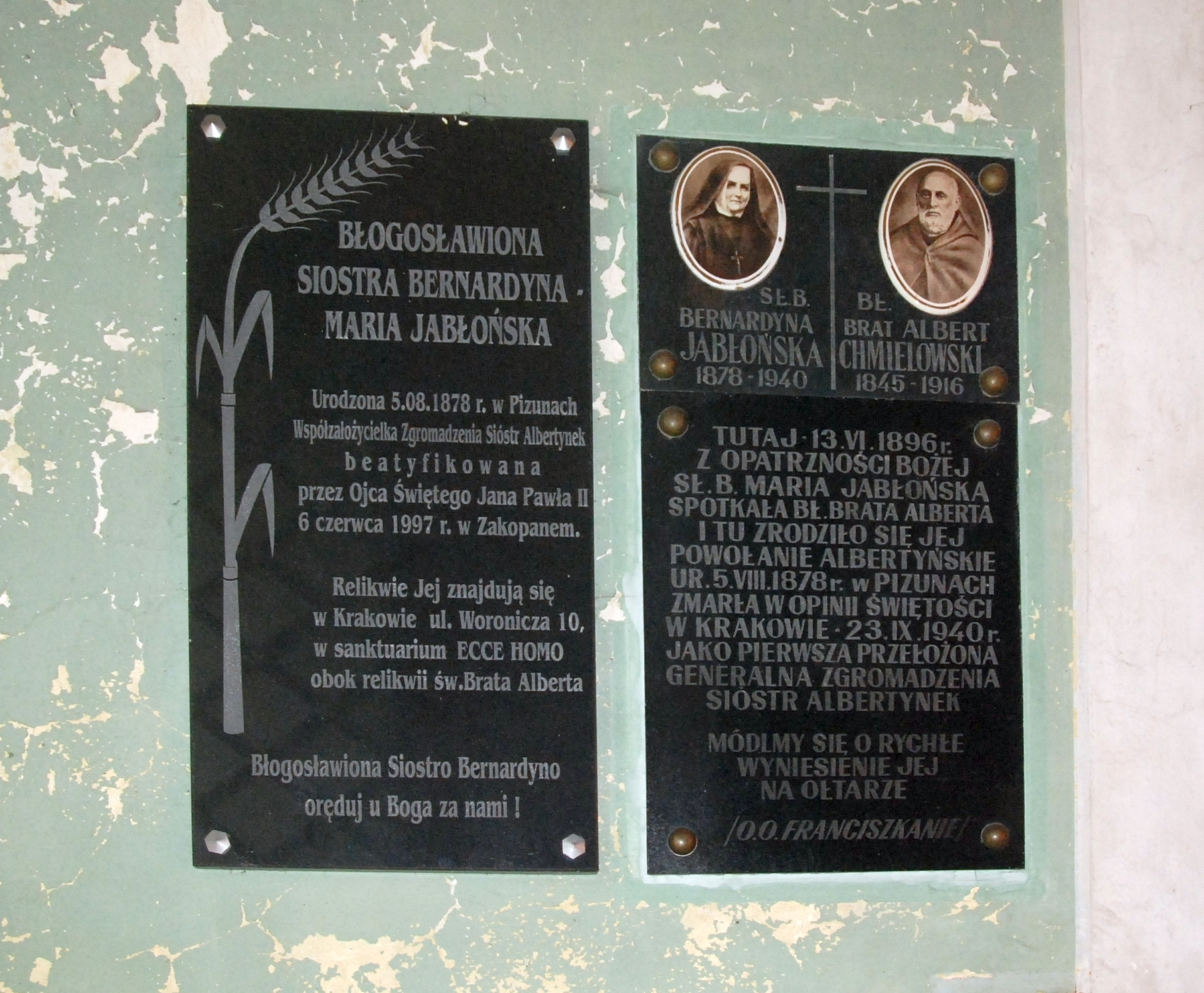
Tablica upamiętniająca pierwsze spotkanie bł. Bernardyny i św. Brata Alberta podczas odpustu ku czci św. Antoniego, w kościele Niepokalanego Poczęcia Najświętszej Maryi Panny w Horyńcu-Zdroju

Kierując się tymi wewnętrznymi doznaniami podjęła decyzję wyboru życia konsekrowanego. 13 czerwca 1896 będąc na pielgrzymce odpustowej ku czci św. Antoniego Padewskiego w Horyńcu-Zdroju natknęła się na grupę albertynów z Bratem Adamem (Albertem ) Chmielowskim CFA, późniejszym świętym i albertynek, których poprosiła o przyjęcie do ich wspólnoty. Po spotkaniu tym i rozmowie, szczególnie z Bratem Albertem CFA, podjęła ostateczną decyzję. Pomimo sprzeciwu jej ojca jak również miejscowego proboszcza, który chciał, aby została katechetką potajemnie opuściła rodzinny dom.
Będąc w kontakcie z albertynkami ze Starego Brusna, udała się 13 sierpnia do ich pustelni. Jednocześnie Brat Albert CFA po kolejnej rozmowie skierował ją do Krakowa, do tzw. „Ogrodu Angielskiego” przy ul. Lubicz 25, gdzie mieścił się Miejski Dom Kalek pw. św. Anny. Pracowała tu jako kucharka pod okiem obsługujących ten dom albertynek, z przełożoną s. Albertyną Orłoś CSAPI. Tutaj rozpoznała obszary ludzkiej nędzy, które stały się inspiracją do podjęcia przez nią pracy na polu charytatywnym w posłudze najuboższym.
Po dziesięciu miesiącach pracy powróciła do pustelni w Starym Bruśnie, gdzie pod okiem Brata Alberta CFA odbyła trzydniowe rekolekcje, po których 3 czerwca 1897 otrzymała szary habit, biały welon nowicjuszki albertyńskiej oraz przyjęła imię zakonne: Bernardyny, które nadał jej Brat Albert CFA. Następnego dnia po obłóczynach (4 czerwca) powróciła do Krakowa, do pracy w przytulisku. W 1898 przez okres czterech miesięcy (lipiec–październik) przebywała w albertyńskiej pustelni w Prusiu, gdzie pod okiem Brata Alberta CFA, umacniała swoją formację zakonną. Po zakończeniu nowicjatu przebywała jeszcze kilka miesięcy w Miejskim Domu Kalek (pracowała w pralni, ogrodzie oraz przy obsłudze ubogich), a potem w styczniu 1899 została przez Brata Alberta CFA mianowana przełożoną przytuliska dla kobiet w Krakowie przy ul. Piekarskiej 21.
Po trzech miesiącach pracy, nie mogąc podołać obowiązkom złożyła rezygnację, powracając do pracy w Miejskim Domu Kalek (ul. Lubicz 25), gdzie przełożoną była wówczas s. Małgorzata Muszyńska CSAPI. Zaczęła odczuwać wewnętrzne skrupuły i wątpliwości co do wyboru właściwej drogi powołania zakonnego. Z pomocą wówczas przyszedł jej Brat Albert CFA, z którym m.in. korespondowała. Zredagował on dla niej heroiczny akt ofiarowania się Bogu, zwany „Aktem Doskonałej Miłości”, w którym napisał:

Oddaję Panu Jezusowi moją duszę, rozum, serce i wszystko, co mam. Ofiaruję się na wszystkie wątpliwości, oschłości wewnętrzne, udręczenia i męki duchowe – na wszystkie upokorzenia i wzgardy, na wszystkie boleści ciała i choroby. A za to nic nie chcę ani teraz, ani po śmierci, ponieważ tak czynię z miłości dla samego Pana Jezusa.

Po rozważeniu jego propozycji zdecydowała się podpisać 1 kwietnia 1899 (Wielka Sobota) ten uroczysty akt, wręczając go pomysłodawcy. Brat Albert CFA w jednym z listów tak m.in. ją umacniał przekazując cenne wskazówki co do dalszej drogi:

Bernardyna jest Panu Jezusowi zupełnie oddana i z Nim zjednoczona, i od Niego bardzo kochana, i tak ma wierzyć, bo tak jest. Przeciwne wrażenia uczuciowe, nerwowe albo z wyobraźni stanowią krzyż i mękę, która duszę oczyszcza. Ale gdyby i diabeł żywcem ją do piekła wtrącił, ma wierzyć, że jest cała Pana Jezusowa, bo taka jest prawda.

Będąc pod wpływem tych wskazówek zaczęła się częściej skupiać na rozważaniach nabożeństwa do Męki Pańskiej.
Mając już pewne doświadczenie w pracy na rzecz ubogich, 13 października 1900 Brat Albert CFA mianował ją przełożoną Miejskiego Domu Kalek. W domu tym przebywało wówczas osiem sióstr albertynek, cztery postulantki i około 100 chorych. Niespełna dwa lata później 7 kwietnia 1902 Brat Albert CFA powierzył jej w obecności zebranych sióstr urząd przełożonej generalnej Zgromadzenia Sióstr Posługujących Ubogim, w którym było wówczas 39 sióstr pracujących w pięciu przytuliskach i jednej pustelni. Jako przełożona zajmowała się rozwojem wspólnoty, formacją młodych sióstr, prowadzeniem postulatu i nowicjatu. W sierpniu 1902 jej siedzibę oraz nowicjat albertynek przeniesiono na Kalatówki. Pobyt na Kalatówkach należał do najpiękniejszych i najszczęśliwszych chwil jej życia. Tam wśród tatrzańskiej przyrody spod jej pióra wyszły liczne, pełne głębokich przemyśleń rozważania mistyczne. Notatki te Maria Winowska nazwała perłą mistyki chrześcijańskiej.
Ze wzrostem liczebnym sióstr, zwiększyła się liczba placówek, które one obsługiwały. Do 1908 siostry objęły Dom Kalek w Jarosławiu, poszerzono przytulisko w Sokalu oraz przeniesiono przytulisko z ul. Piekarskiej i ul. Skawińskiej w Krakowie, na ul. Krakowską 47, do obszernego domu oddanego siostrom przez magistrat. W 1915 Brat Albert CFA i s. Bernardyna CSAPI osadzili w Tarnowie siostry, aby obsługiwały barak dla chorych na cholerę. Ponadto otworzyła przytułek w tym mieście dla bezdomnych kobiet. W Przemyślu na początku I wojny światowej siostry prowadziły kuchnię dla 700 osób.
Ogromnym ciosem dla niej oraz albertynek było odejście Brata Alberta CFA, który zmarł 25 grudnia 1916. Odtąd musiała liczyć już tylko na siebie, tracąc głównego współpracownika i opiekuna duchowego. W 1917 zredagowała zasady prawne funkcjonowania albertynek, zbierając je w „Regule zakonnej Brata Alberta”, którą zatwierdził metropolita krakowski abp Adam Stefan Sapieha pod nazwą „Konstytucji, czyli Ustaw Zgromadzenia Sióstr Trzeciego Zakonu Świętego Franciszka, posługujących ubogim, tak zwanych Sióstr Albertynek” 22 czerwca 1926, dając początek Zgromadzeniu albertynek na prawie diecezjalnym.
Pierwsza kapituła generalna albertynek, pod przewodnictwem bp. Anatola Nowaka, która odbyła się w dniach 7–9 lutego 1922 wybrała ją na przełożoną generalną, a następnie trzy kolejne kapituły w latach (1927, 1933 i 1939) ponownie wybierały ją na ten urząd, który pełniła do swojej śmierci. Pierwsze czasowe śluby zakonne (na okres trzech lat) złożyła 25 grudnia 1927, a 25 grudnia 1930 po czterdziestodniowych rekolekcjach złożyła profesję wieczystą na ręce ks. Józefa Górnego. Wraz z opiekunem Zgromadzenia ks. Czesławem Lewandowskim CM w 1927 opracowała tzw. „Ceremoniał Zgromadzenia”. W 1931 przeniosła siedzibę funkcjonowania przełożonej generalnej do Krakowa na Prądnik Czerwony.

### U schyłku życia

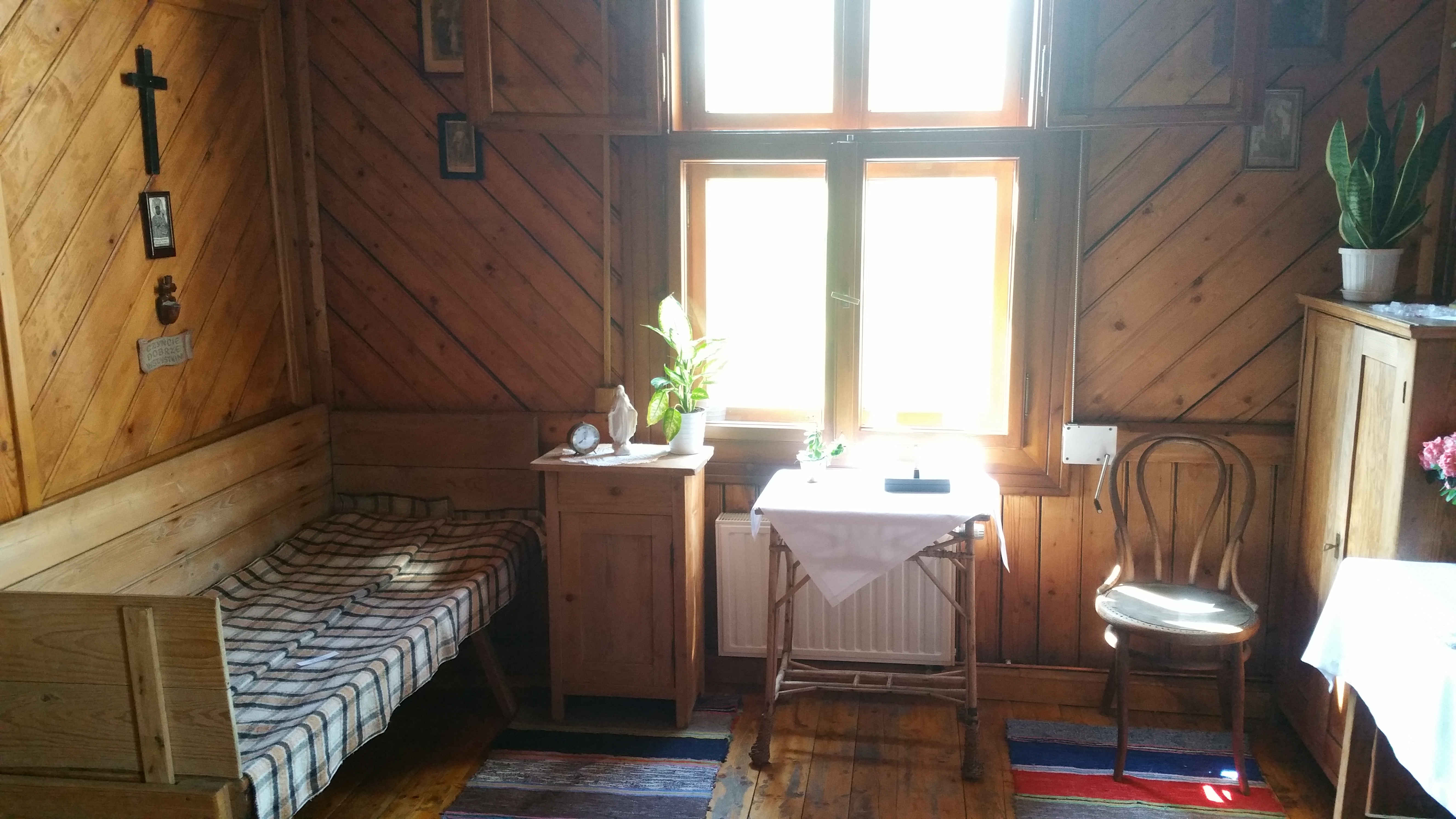
Cela s. Bernardyny Jabłońskiej w klasztorze krakowskim przy ul. Woronicza.

Całe jej zakonne życie, oparte na trwałych zasadach, które zaszczepił jej duchowy współpracownik Brat Albert CFA w swojej szkole można określić jako szczególną troskę o ludzi ubogich i biednych. Późniejszy obserwator jej życia ks. Czesław Lewandowski CM, tak ją m.in. scharakteryzował:

Była wesołego usposobienia i opromieniał ją złoty humor, to równocześnie biła od niej dziwna jakaś powaga i prawie majestat dziecka Bożego. Prostota dziecięca skojarzona z wielkością królewny. Wielka inteligencja, jasność i bystrość umysłu i wrodzona roztropność obok niezłomnej i silnej woli i niezwykłej dobroci serca tworzyły z Siostry Bernardyny potężną, niepospolitą osobowość i zarazem pełną jakiegoś wdzięku i nadprzyrodzonego uroku, bo ją uświęcały szczególne łaski i dary Boże.

W stosunku do swoich sióstr o które się troszczyła, często zalecała im mówiąc:

Czyńcie dobrze wszystkim.

Każdą wolną chwilę w ciągu dnia, a niekiedy także i nocy, spędzała w kaplicy przed Najświętszym Sakramentem. Starała się wówczas na modlitwie rozwiązywać wszystkie trudne sprawy.
Z biegiem lat coraz bardziej zapadała na zdrowiu (od 1911 była pod stałą opieką lekarzy). Jeden z jej lekarzy prowadzących dr Kramarzyński tak określił jej zdrowie:

Poza płucami, które były zdrowe, cały organizm był ogromnie schorowany. Większość zaś chorób wywiązywała się na tle złej przemiany materii spowodowanej niedożywieniem, brakiem ruchu, ciągłym zajęciem, brakiem wypoczynku, wyczerpaniem całego organizmu.

Cierpienia i dolegliwości wzmogły się z końcem lat trzydziestych i w pierwszych miesiącach II wojny światowej, kiedy zaczęła jej organizm atakować cukrzyca. Zmarła 23 września 1940 o godz. 7:45 w klasztorze, w Krakowie po krwotoku z nosa i ust. Pogrzeb z licznym udziałem duchowieństwa i wiernych odbył się 25 września, któremu przewodniczył bp Stanisław Rospond.
Została początkowo pochowana na Cmentarzu Rakowickim, a następnie jej zwłoki zostały przeniesione 23 września 1949 z grobu ziemnego do grobowca. 20 marca 1984 po przeprowadzonej ekshumacji na Cmentarzu Rakowickim, ostatecznie jej szczątki zostały przeniesione i złożone 22 marca tegoż roku do sarkofagu prezbiterium albertyńskiego Sanktuarium Ecce Homo św. Brata Alberta w Krakowie przy ul. Woronicza 10, obok domu generalnego.

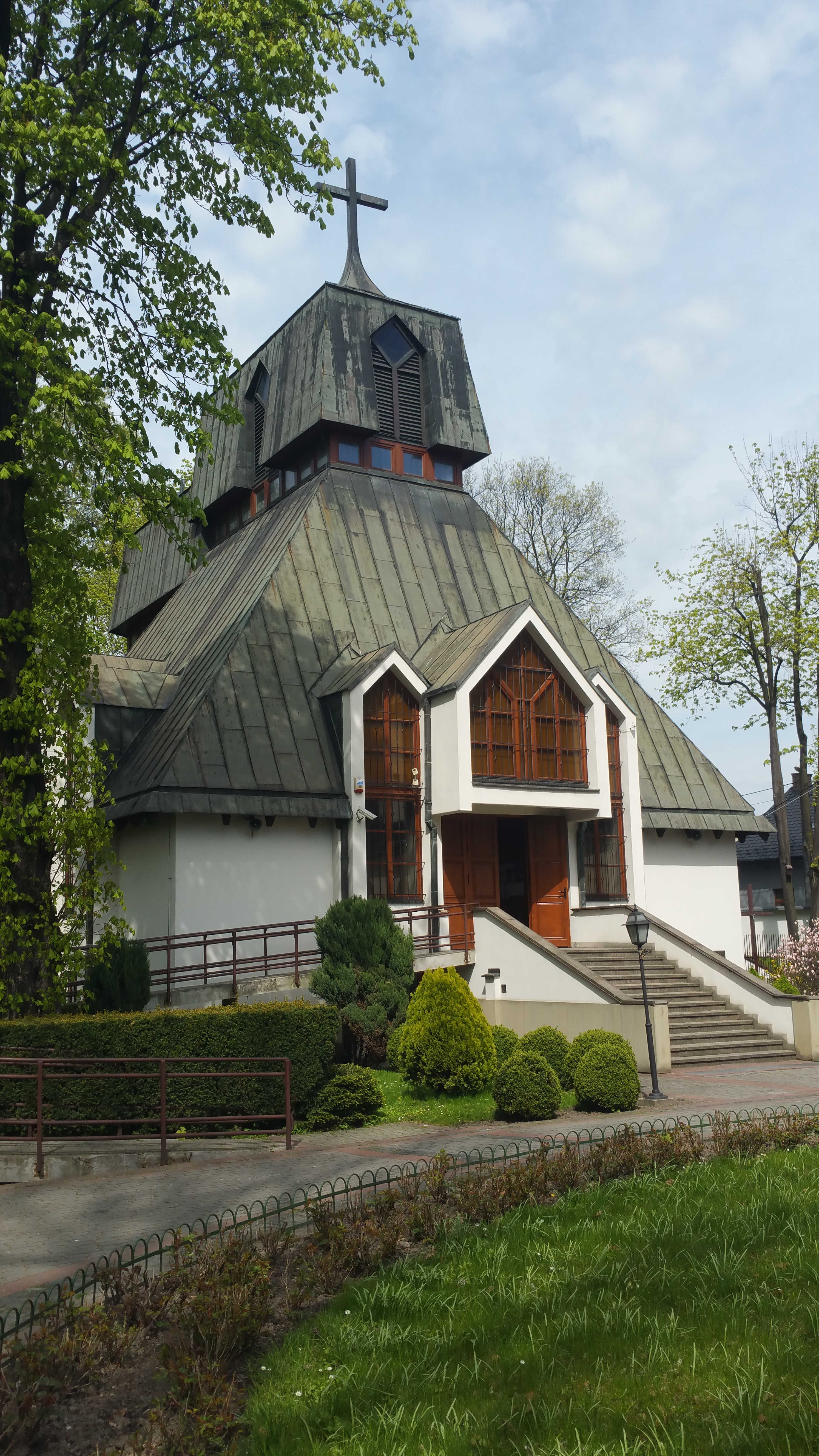
Miejsce spoczynku bł. Bernardyny Jabłońskiej, Sanktuarium Ecce Homo św. Brata Alberta w Krakowie.

Warto dodać, że 21 lutego 2016 ks. prałat dr Stanisław Słowik, dyrektor Caritas Diecezji Kieleckiej wprowadził do kościoła pw. Wszystkich Świętych w Brzezinach niewielką część relikwii bł. Bernardyny Jabłońskiej.

## Publikacje
- Bernardyna Jabłońska (przygotowanie Joachim Roman Bar, wstęp Benedykta Halina Krzemińska): Wybór pism. Kraków: 1988. OCLC 812769612.
- Bernardyna Jabłońska: Bóg nade mną, jak obłoki nad ziemią: z pism bł. Siostry Bernardyny Jabłońskiej. Kraków: Wydawnictwo Karmelitów Bosych, 2000. ISBN 83-87527-83-1. OCLC 749547642. Brak numerów stron w książce

## Proces beatyfikacji
Z inicjatywy sióstr albertynek przekonanych o świątobliwości jej życia podjęto w 1983 próbę wyniesienia jej na ołtarze. 17 lutego 1984 Stolica Apostolska wydała dekret tzw. Nihil obstat zezwalający na rozpoczęcie procesu jej beatyfikacji. 26 maja 1984 został uroczyście rozpoczęty proces diecezjalny w archidiecezji krakowskiej, po czym 5 kwietnia 1986 został on uroczyście zakończony w kaplicy kurii metropolitalnej w Krakowie. Postulatorem na szczeblu diecezjalnym został mianowany ks.
Józef Weismann CM. Powołany został przez metropolitę krakowskiego kard. Franciszka Macharskiego trybunał beatyfikacyjny w następującym składzie:
- ks. Kazimierz Waliczek – delegat biskupa
- o. Joachim Roman Bar OFMConv – promotor sprawiedliwości
- ks. Stefan Ryłko CRL – notariusz procesu

Powołano również komisję historyczną w następującym składzie:
- prof. dr Janina Bieniarzówna – członek komisji
- ks. Marian Mieczkowski – członek komisji
- ks. Jacek Urban – członek komisji

Trybunał postulacyjny odbył 57 sesji, podczas których przesłuchano 37 świadków. Akta procesu zostały następnie przekazane Kongregacji Spraw Kanonizacyjnych w Rzymie celem dalszego postępowania.
30 stycznia 1987 Stolica Apostolska wydała dekret o ważności postępowania diecezjalnego, po czym złożono w 1992 tzw. Positio, wymagane w dalszej procedurze beatyfikacyjnej. Po odbytej 26 kwietnia 1996 sesji konsultorów teologicznych oraz 26 października tegoż roku sesji kardynałów i biskupów Kongregacji Spraw Kanonizacyjnych, papież św. Jan Paweł II, 17 grudnia 1996 zezwolił na promulgowanie dekretu o heroiczności jej życia i cnót. Odtąd przysługiwał jej tytuł Czcigodnej Służebnicy Bożej. Postulatorem generalnym procesu mianowano s. Renatę Władysławę Bobrowską CSAPI.
Do beatyfikacji potrzebny był cud za jej przyczyną, jakim okazało się uzdrowienie z gruźlicy w 1950 albertynki s. Lidii Władysławy Gurgul CSAPI. Po zaakceptowaniu tego cudu przez Stolicę Apostolską, 8 marca 1997, papież św. Jan Paweł II wyraził zgodę na jej beatyfikację.
Uroczysta beatyfikacja nastąpiła podczas jednego z etapów pielgrzymki św. Jana Pawła II do Polski, 6 czerwca 1997 wraz z jednoczesną beatyfikacją Czcigodnej Służebnicy Bożej Marii Karłowskiej CSDP, która odbyła się pod Krokwią w Zakopanem. W homilii św. Jan Paweł II powiedział wtedy m.in.:

 Maria Bernardyna Jabłońska – duchowa córka św. brata Alberta Chmielowskiego, współpracownica i kontynuatorka jego dzieła miłosierdzia – żyjąc w ubóstwie dla Chrystusa, poświęciła się służbie najuboższym. Kościół stawia nam dzisiaj za wzór tę świątobliwą zakonnicę, której dewizą życia były słowa: „dawać, wiecznie dawać”. Zapatrzona w Chrystusa szła wiernie za Nim, naśladując Go w miłości. Chciała zadośćuczynić każdej prośbie ludzkiej, otrzeć każdą łzę, pocieszyć choćby słowem każdą cierpiącą duszę. Chciała być dobrą zawsze dla wszystkich, a najlepszą dla najbardziej pokrzywdzonych. „Ból bliźnich moich jest bólem moim” – mawiała.

## Upamiętnienie

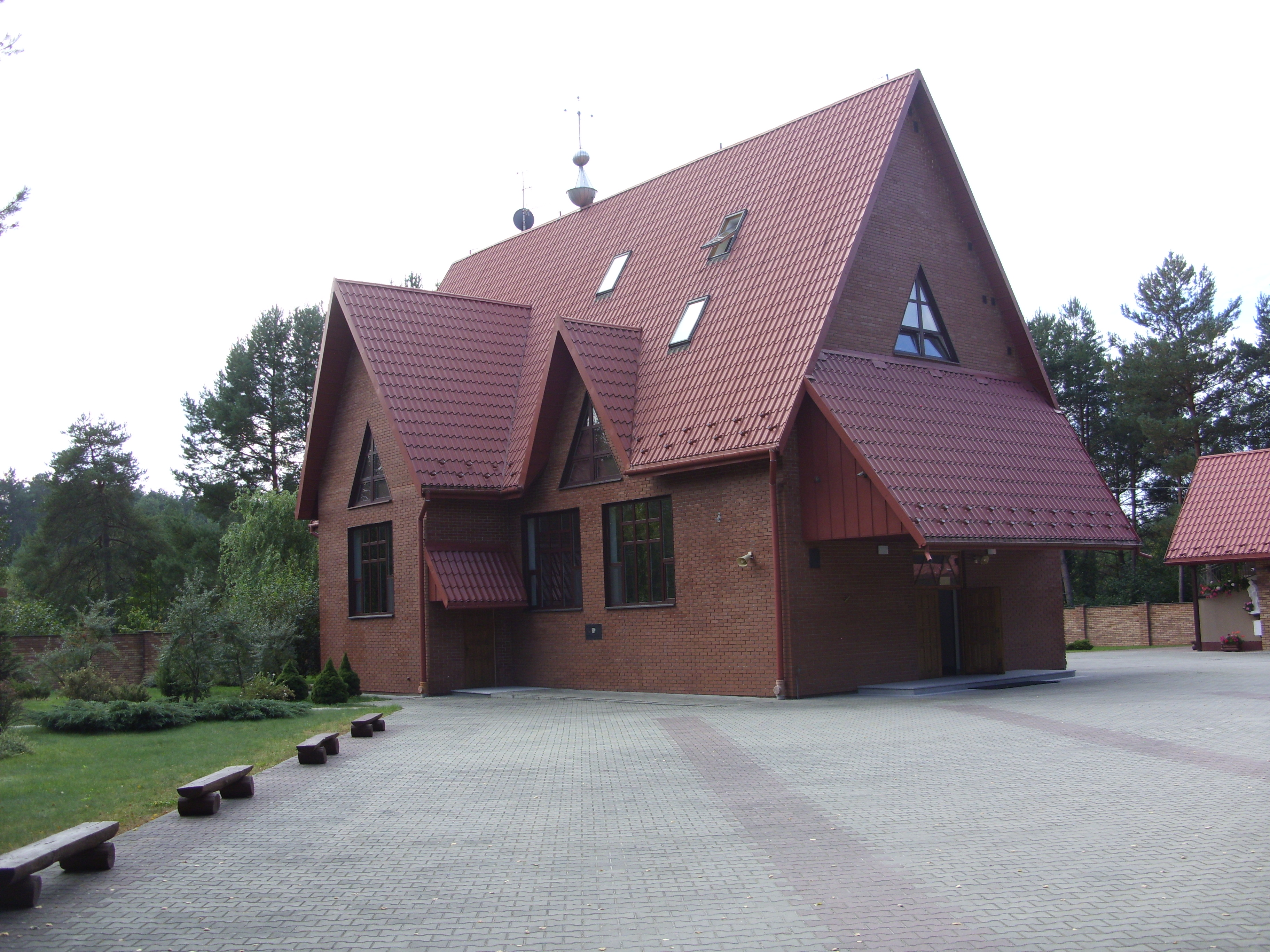
Dom Modlitwy pw. bł. Bernardyny Marii Jabłońskiej w Pizunach

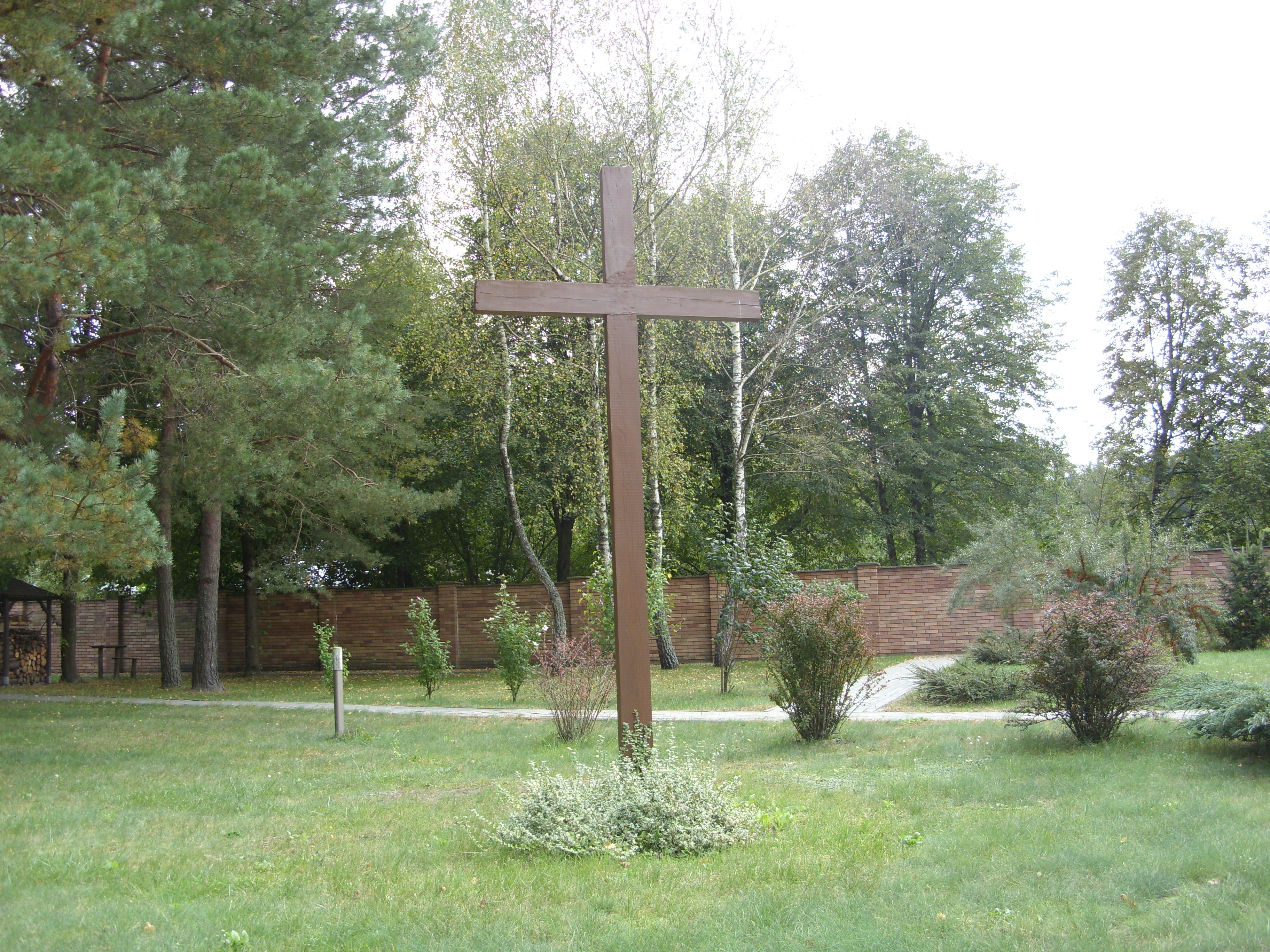
Krzyż przy Domu Modlitwy pw. bł. Bernardyny Jabłońskiej w Pizunach

- Jej wspomnienie liturgiczne w Kościele katolickim od 2003 obchodzone jest 22 września[36]. W archidiecezji krakowskiej ma rangę wspomnienia obowiązkowego, natomiast w archidiecezji poznańskiej, diecezji bydgoskiej i zamojsko-lubaczowskiej – wspomnienia dowolnego[37].

- Bł. Bernardyna Jabłońska jest patronką paru ośrodków o charakterze opiekuńczym[38]:
  - Domu Matki i Dziecka w Krakowie przy ul. Żywieckiej 16, prowadzonego przez Caritas Archidiecezji Krakowskiej[39]
  - Domu Spokojnej Starości w Węgierskiej Górce (współpatronka ze św. Bratem Albertem CFA)[40]
  - Hospicjum w Miechowie przy ul. Szpitalnej 1C, prowadzonego przez Caritas Diecezji Kieleckiej[41]
  - Domu Opieki w Zakopanem przy ul. Struga 4, prowadzonym przez siostry albertynki[42]
  - Domu Przyjaciół im. bł. Matki Bernardyny Jabłońskiej w Radwanowicach, wotum Fundacji im. Św. Brata Alberta na 2000 Rok Jubileuszowy[43]
- Ponadto jest patronką paru kaplic:
  - Kaplicy pw. Matki Bożej Nieustającej Pomocy i bł. Siostry Bernardyny w Zakopanem[38] (Dom Modlitwy, przy ul. Droga Brata Alberta 1, miejsce kultu i pamięci bł. siostry Bernardyny Jabłońskiej i św. Brata Alberta[44][45])
  - Kaplicy pw. Matki Bożej Nieustającej Pomocy i bł. Siostry Bernardyny w Węgierskiej Górce[38].
  - Kaplicy w Pizunach koło Narola[46] (Dom Modlitwy pw. bł. Bernardyny Marii Jabłońskiej, gdzie znajdują się jej relikwie[45][44] i św. Brata Alberta[47], otwarty i poświęcony 10 października 2007, przez bp. Wacława Depo[48]).
- Ułożono specjalne nowenny ku jej czci[49]. Ponadto powstały również pieśni i wiersze jej poświęcone[50].
- Artysta malarz Bogdan Władysław Kowalczyk namalował obraz z jej wizerunkiem[51]. Ponadto w kaplicy w Pizunach znajduje się inny obraz z jej wizerunkiem namalowany przez Grażynę i Piotra Moskalów z Krakowa, który został poświęcony 22 września 2008[52].
- Przez miejsca jej lat dzieciństwa i młodości wytyczono zielony szlak turystyczny  o nazwie Szlak im. św. Brata Alberta o długości 47 km, związany również z życiem św. Brata Alberta o następującym przebiegu[47][53][54]:

 Horyniec-Zdrój – kapliczka Nowiny Horynieckie – rezerwat przyrody Sołokija – Dolina Dunajecka – Dolina Popowa – Józkowa Góra – Werchrata – Monasterz – Wielki Dział – Jacków Ogród – Pizuny – Narol